# Arnarsaq
Arnarsaq, född 1716, död efter 1778, var en inuitisk missionärsarbetare. Efter att ha konverterat till kristendomen deltog hon aktivt i Danmarks mission under Poul Egede på Grönland och gjorde även en studieresa till Danmark. Hon är en av mycket få inuiter som gjort sig kända i den danska historien från denna tid.

## Biografi
Arnarsaq kom 1736 till Egede, som nyss anlänt, och sade att hon ville lära tillräckligt för att kunna komma till Gud. Hon döptes 1737 och tilläts behålla sitt namn, vilket var ovanligt eftersom hon sade sig ha namn efter sin mor och inte sin far. Hon beskrivs som en kritisk teologisk diskussionspartner till Egede. Hon översatte med Hans Punngujooq bibeln till grönländska, och kunde därmed presentera den på det sätt hon uppfattade den och förhindrade en tänkt censur. Hon satte en stark prägel på den version av kristendom som infördes på Grönland. Hon besökte danska hovet 1740 och återvände 1741 till Grönland, där hon missionerade mot herrnhutermissionen till 1743. Hon var assistent och tolk till H.C. Glahn och J. Sverdrup tiden 1763–1778.